# 上施陶芬巴赫
上施陶芬巴赫是德国莱茵兰-普法尔茨州的一个市镇。总面积2.68平方公里，总人口234人，其中男性118人，女性116人（2011年12月31日），人口密度87人/平方公里。